# كثرة منسجات البحر الأزرق
كثرة منسجات البحر الأزرق أو كثرة المنسجات الزرقاء  (بالإنجليزية:Sea-blue histiocytosis) هو مرض جلدي عادة ما يكون متلازمة وراثية ومن الممكن أن يكون كنتيجة لارتشاح ثانوي أو جهازي مكتسب 
وهو من كثرة المنسجات غير اللانغر هانزية.

## الأسباب
من الممكن أن تكون مرتبطة بالجين APOE (أبوليبوبروتين نوع إي) ويصنف كمرض وراثي متنحي جسمي.
من الممكن أيضا أن يكون مكتسبا ، فالمرض وجد في المرضى الذين يستقبلون المستحلبات الدهنية كجزء من التغذية الوريدية طويلة الأمد بسبب الفشل المعوي.

## الفيسيولوجيا المرضية
المحتوى العالي من الدهون في الدم يؤدي لفرط دهون السيتوبلازم داخل خلايا المنسجات.
الهضم والتحلل الغير مكتمل لهذه الدهون يؤدي إلى تشكيل الأصباغ الدهنية في السيتوبلازم.
النسبة العالية للدهون قد تسبب أيضا  غشاء غير طبيعي  للخلايا المكونة للدم  التي تتمايز لخلايا أكولة كبيرة مما يؤدي لتراكم هذه الخلايا في نخاع العظم.
هذه الخلايا المنسجة المحملة بالدهون تظهر زرقاء اللون عند استخدام صبغة جيمزا/ PAS ومن هنا أتت تسميته بكثرة منسجات البحر الأزرق أو كثرة المنسجات الزرقاء،يمكن أن يظهر المرض أيضا في اضطرابات الدهون.

## الأعراض
من الأعراض المرتبطة بالمرض: تضخم الطحال، وضخامة الكبد، ونقص الصفائح الدموية، وفقر الدم الانحلالي، وتصبغات جلدية ناتجة عن فشل كبدي.